# 경주마

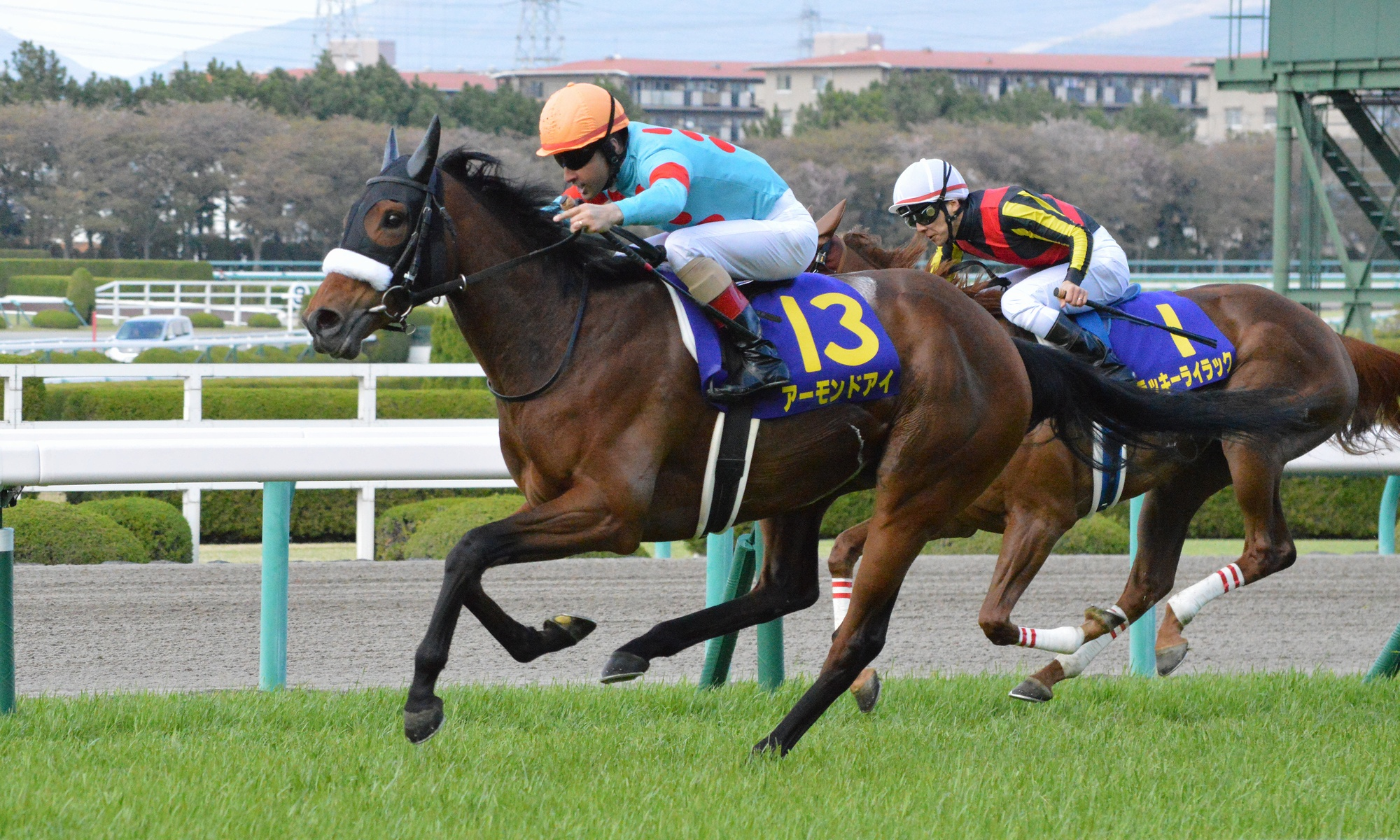
아몬드 아이 (일본의 경주마)

경주마(競走馬)는 경주용으로 개량된 말과 경마에 출주하는 말을 총칭한다. 대한민국 내에서 말을 경마에 출주시키기 위해서는 말을 한국마사회에 등록해야 하며, 등록함으로써 경주마로 인정받게 된다.

## 경주마 품종
경주 목적으로 개량된 말은 더러브렛종, 아랍종, 앵글로아랍종 등 3종이 주종을 이루고 있다. 이러한 경주마 혈통의 역사는 1660년에 1마일을 1분대에 주파한 아랍계 우수 종마가 생산되면서 시작되었고, 경주마를 만들기 위한 개량이 거듭되어 위의 세 품종이 만들어졌다. 상세사항은 각 품종의 문서를 참조하라.
- 기타 경주용마
  - 쿼터호스(Quater Horse): 미국에서 더러브렛과 스페인 재래종 사이에 개량된 품종으로써 단거리(1/4마일) 경주용마로 주로 이용되고 있다.
  - 스탠다드브레드(Standardbred): 미국에서 개량된 품종으로써 속보경주, 계가속보경주에 주로 이용된다.

## 비참한 현실
경주마는 다리가 부러져서 더 이상 달리지 못하게 되면 도축된다. 미국의 명 경주마 메달리아 도로는 자녀들도 상당한 명마들이 많았으나 그 아들인 승자예찬이 국내에 도입된 지 5경기 만에 다리가 부러져 도축당했다.
경주마 목록에서 '용도변경'이라는 정보가 뜬 경주마는 이렇게 골절상 후 도축된 경주마이다.

## 대한민국에서의 분류
대한민국에서는 속지주의 원칙을 적용하여 경주마를 출생지에 따라 국산마, 포입마, 외산마로 분류한다.
- 국산마(Country bred 또는 Domestic bred) : 국내에서 태어나 길러진 말(부계, 모계의 혈통은 관계 없다). 능력에 따라 1군에서 6군까지로 분류된다(능력의 주된 기준은 성적과 연령). 국산마 경주에는 이 국산마만 출주함을 원칙으로 한다. 혼합경주에는 외산마가 출주하나 국산마도 일정한 기준에 의거하여 출주 가능하다.
- 포입마(Foal imported in uterus) : 수태된 상태로 어미말과 함께 수입되어 국내에서 출생한 망아지를 가리킨다. 실질적으로 수입마이지만, 국산마에 준해 취급된다. 물론 완전한 국산마에 비해서 여러 가지 제약을 받는다. 포입마의 출주는 국산마에 준하지만, 2000년 7월 1일 이후에 도입된 포입마는 국산마 대상경주에는 출주할 수 없다.
  - ‘00.6.30 이전 도입마: 대상경주·특별경주를 포함한 모든 경주에 출주 가능
  - ‘00.7.1 이후 도입마: 국산마 대상경주에만 출주 불가하고, 이외 모든 경주에 출주 가능
- 외산마(Foreign bred) : 대한민국이 아닌 외국에서 태어나서 국내에 수입되어 활동하는 말. 역시 능력에 따라 분류되지만, 1군에서 4군까지만으로 분류된다. 국산마 경주에는 출주할 수 없고, 혼합경주에만 출주할 수 있다.

## 주행습성에 따른 분류
경주마는 주행습성에 따라 크게 아래와 같은 유형으로 나눌 수 있다.
- 추입마 (追入馬)

맨 뒤에서 힘을 아끼다가 결승선 직선주로에서 강하게 앞으로 나가 추월하는 기질이 있는 말.
- 선입마 (先入馬)

선행마들의 뒤에서 따라가다가 경기 후반에 추월하여 진입하는 기질이 있는 말.
- 선행마 (先行馬)

다른 말들보다 앞에서 달리는 기질이 있는 말. 보통 앞자리에서 선행마끼리 자리 경쟁을 하다가 1위를 노리는 것이 일반적이다. 체력이 좋으면 1위를 노리기 좋으나, 후반에 결승선 직선주로에서 빠르게 달려오는 말에게 역전패를 당할 수도 있다.
- 도주마 (逃走馬)

다른 말들과의 자리 경쟁을 피하고 선두의 자리를 지키며 달리는 기질이 있는 말. 선행마의 강화형으로 볼 수 있다.

## 같이 보기
- 경마 용어 목록